# Liste der Senatoren der Vereinigten Staaten aus Louisiana
Die Liste der Senatoren der Vereinigten Staaten aus Louisiana führt alle Personen auf, die jemals für diesen Bundesstaat dem US-Senat angehört haben, nach den Senatsklassen sortiert. Dabei zeigt eine Klasse, wann dieser Senator wiedergewählt wird. Die Senatoren der class 2 wurden zuletzt im November 2020 wiedergewählt, die Wahlen der Senatoren der class 3 fanden zuletzt im Jahr 2022 statt.

## Klasse 2

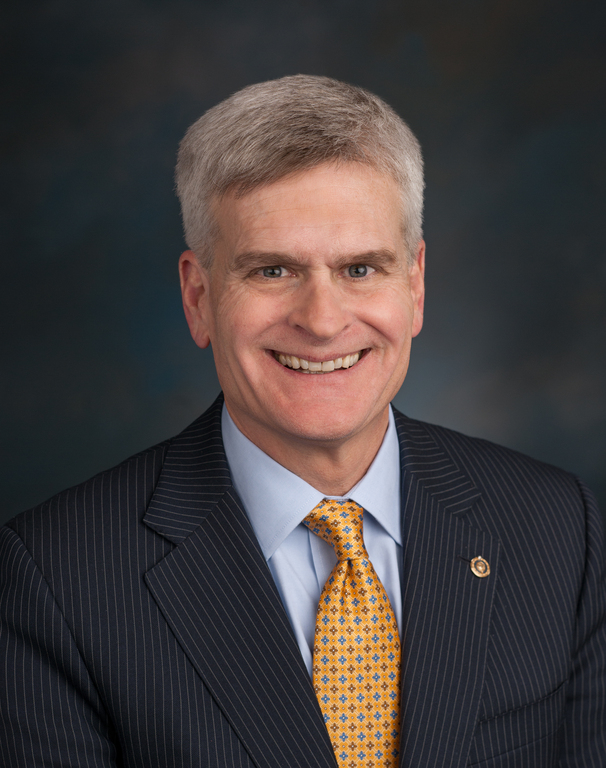
Bill Cassidy

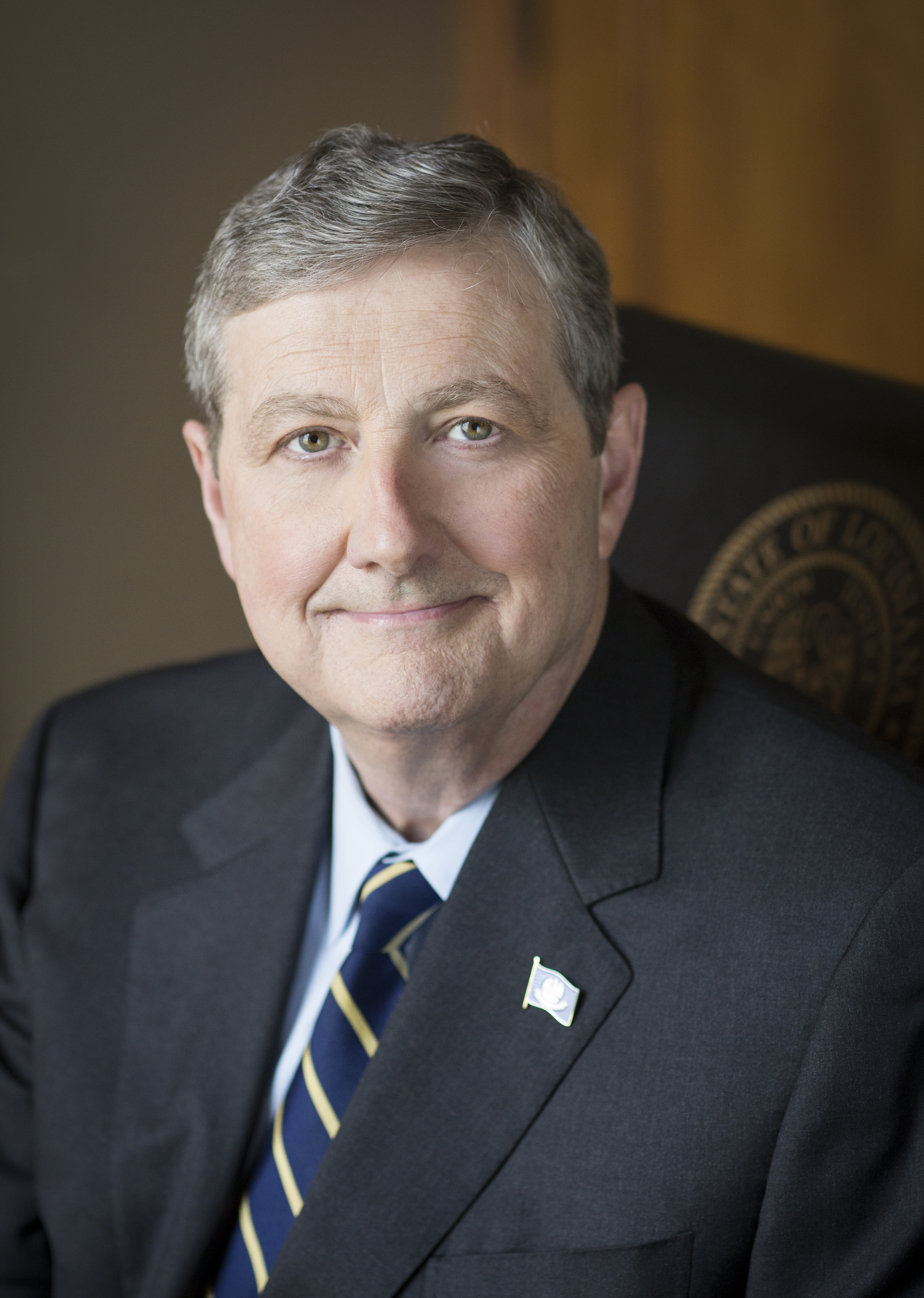
John Neely Kennedy

Louisiana ist seit dem 30. April 1812 US-Bundesstaat und hatte bis heute 28 Senatoren der class 2 im Kongress.
| Name                           | Amtszeit  | Partei               | Lebensdaten                            |
| ------------------------------ | --------- | -------------------- | -------------------------------------- |
| Jean Noël Destréhan            | 1812      | parteilos            | 1754 – 8. Oktober 1823                 |
| Thomas Posey                   | 1812–1813 | Dem. Republican      | 9. Juli 1750 – 29. März 1818           |
| James Brown                    | 1813–1817 | Dem. Republican      | 11. September 1766 – 7. April 1835     |
| William Charles Cole Claiborne | 1817      | Dem. Republican      | 1775 – 23. November 1817               |
| Henry Johnson                  | 1817–1824 | Dem. Republican      | 14. September 1783 – 4. September 1864 |
| Charles Dominique Bouligny     | 1824–1829 | Dem. Republican      | 22. August 1773 – 4. März 1833         |
| Edward Livingston              | 1829–1831 | Demokrat             | 26. Mai 1764 – 23. Mai 1836            |
| George Augustus Waggaman       | 1831–1835 | Nationalrepublikaner | 1782 – 31. März 1843                   |
| Robert Carter Nicholas         | 1836–1841 | Demokrat             | 1793 – 24. Dezember 1857               |
| Alexander Barrow               | 1841–1846 | Whig                 | 27. März 1801 – 29. Dezember 1846      |
| Pierre Soulé                   | 1847      | Demokrat             | 31. August 1801 – 26. März 1870        |
| Solomon Weathersbee Downs      | 1847–1853 | Demokrat             | 1801 – 14. August 1854                 |
| Judah Philip Benjamin1         | 1853–1861 | Whig/Demokrat        | 6. August 1811 – 6. Mai 1884           |
| vakant                         |           |                      |                                        |
| John Spafford Harris           | 1868–1871 | Republikaner         | 18. Dezember 1825 – 25. Januar 1906    |
| Joseph Rodman West             | 1871–1877 | Republikaner         | 19. September 1822 – 31. Oktober 1898  |
| William Pitt Kellogg           | 1877–1883 | Republikaner         | 8. Dezember 1830 – 10. August 1918     |
| Randall Lee Gibson             | 1883–1892 | Demokrat             | 10. September 1832 – 15. Dezember 1892 |
| Donelson Caffery               | 1892–1901 | Demokrat             | 10. September 1835 – 30. Dezember 1906 |
| Murphy James Foster            | 1901–1913 | Demokrat             | 12. Januar 1849 – 21. Juni 1921        |
| Joseph Eugene Ransdell         | 1913–1931 | Demokrat             | 7. Oktober 1858 – 27. Juli 1954        |
| Huey Pierce Long               | 1932–1935 | Demokrat             | 30. August 1893 – 10. September 1935   |
| Rose McConnell Long            | 1936–1937 | Demokrat             | 8. April 1892 – 27. Mai 1970           |
| Allen Joseph Ellender          | 1937–1972 | Demokrat             | 24. September 1890 – 27. Juli 1972     |
| Elaine Schwartzenburg Edwards  | 1972      | Demokrat             | 8. März 1929 – 14. Mai 2018            |
| John Bennett Johnston          | 1972–1997 | Demokrat             | 10. Juni 1932 – 25. März 2025          |
| Mary Loretta Landrieu          | 1997–2015 | Demokrat             | * 23. November 1955                    |
| William Morgan Cassidy         | seit 2015 | Republikaner         | * 28. September 1957                   |

1:Benjamin gehörte ab 1857 der Demokratischen Partei an.

## Klasse 3
Louisiana stellte bis heute 27 Senatoren der class 3, wobei James Eustis zwei nicht unmittelbar aufeinander folgende Amtszeiten absolvierte.
| Name                      | Amtszeit  | Partei               | Lebensdaten                            |
| ------------------------- | --------- | -------------------- | -------------------------------------- |
| Allan Bowie Magruder      | 1812–1813 | Dem. Republican      | 1775 – 16. April 1822                  |
| Eligius Fromentin         | 1813–1819 | Dem. Republican      | um 1767 – 6. Oktober 1822              |
| James Brown               | 1819–1823 | Dem. Republican      | 11. August 1766 – 7. April 1835        |
| Josiah Stoddard Johnston  | 1823–1833 | Nationalrepublikaner | 24. November 1784 – 19. Mai 1833       |
| Alexander Porter          | 1833–1837 | Nationalrepublikaner | 24. Juni 1785 – 13. Januar 1844        |
| Alexander Mouton          | 1837–1842 | Demokrat             | 19. November 1804 – 12. Februar 1885   |
| Charles Magill Conrad     | 1842–1843 | Whig                 | 24. Dezember 1804 – 11. Februar 1878   |
| vakant                    |           |                      |                                        |
| Henry Johnson             | 1844–1849 | Whig                 | 14. September 1783 – 4. September 1864 |
| Pierre Soulé              | 1849–1853 | Demokrat             | 31. August 1801 – 26. März 1870        |
| John Slidell              | 1853–1861 | Demokrat             | 1793 – 9. Juli 1871                    |
| vakant                    |           |                      |                                        |
| William Pitt Kellogg      | 1868–1872 | Republikaner         | 8. Dezember 1830 – 10. August 1918     |
| vakant                    |           |                      |                                        |
| James Biddle Eustis       | 1876–1879 | Demokrat             | 27. August 1834 – 9. September 1899    |
| Benjamin Franklin Jonas   | 1879–1885 | Demokrat             | 19. Juli 1834 – 21. Dezember 1911      |
| James Biddle Eustis       | 1885–1891 | Demokrat             | 27. August 1834 – 9. September 1899    |
| Edward Douglass White     | 1891–1894 | Demokrat             | 3. November 1845 – 19. Mai 1921        |
| Newton Crain Blanchard    | 1894–1897 | Demokrat             | 29. Januar 1849 – 22. Juni 1922        |
| Samuel Douglas McEnery    | 1897–1910 | Demokrat             | 28. Mai 1837 – 28. Juni 1910           |
| John Randolph Thornton    | 1910–1915 | Demokrat             | 25. August 1846 – 28. Dezember 1917    |
| Robert Fouligny Broussard | 1915–1918 | Demokrat             | 17. August 1864 – 12. April 1918       |
| Walter Guion              | 1918      | Demokrat             | 3. April 1849 – 7. Februar 1927        |
| Edward James Gay          | 1918–1921 | Demokrat             | 5. Mai 1878 – 1. Dezember 1952         |
| Edwin Sidney Broussard    | 1921–1933 | Demokrat             | 4. Dezember 1874 – 19. November 1934   |
| John Holmes Overton       | 1933–1948 | Demokrat             | 17. September 1875 – 14. Mai 1948      |
| William Crosson Feazel    | 1948      | Demokrat             | 10. Juni 1895 – 16. März 1965          |
| Russell Billiu Long       | 1948–1987 | Demokrat             | 3. November 1918 – 9. Mai 2003         |
| John Berlinger Breaux     | 1987–2005 | Demokrat             | * 1. März 1944                         |
| David Bruce Vitter        | 2005–2017 | Republikaner         | * 3. Mai 1961                          |
| John Neely Kennedy        | ab 2017   | Republikaner         | * 21. November 1951                    |